# Johann Georg Albrechtsberger
Johann Georg Albrechtsberger (født 3. februar 1736, død 7. marts 1809) var en østrigsk komponist og musikforfatter.
Albrechtsberger udfoldede en overordentlig stor virksomhed som teorilærer, og flere af hans elevers navne blev senere bekendte i musikhistorien, frem for alle Ludwig van Beethovens (hvis undervisning han overtog, da Beethoven omtrent 1795 opgav sine studier hos Haydn, utilfreds med dennes vejledning) og i øvrigt navnlig Ignaz von Seyfrieds, Hummels og Joseph Weigls. 1792 blev Albrechtsberger kapelmester ved Stephansdom.
Albrechtsbergers kompositioner, der for størstedelens vedkommende endnu kun findes i manuskript, omfatter navnlig kirke- og kammermusik. Blandt hans teoretiske værker er de betydeligste Gründliche Anweisung zur Composition (1790 og senere udgave 1818), Kurzgefasste Methode den Generalbas zu lernen (1792) og Klavierschule für Anfänger (1800). Hans teoretiske værker er samlet af Seyfried.